# Felipe Boero
Felipe Boero (Buenos Aires, 1 de maig de 1885 - 9 d'agost de 1958) fou un compositor argentí.
Cursà piano i composició a Buenos Aires, amb Berutti, i en el Conservatori de París, seguint al mateix temps els estudis de mestre normal, que exercí tota la seva vida i fou la seva professió. Boero seguint les modernes tendències, cercà principalment la seva inspiració en el folklore nacional i ja les seves primeres obres informades pel predomini de la melodia popular, a la que potser l'autor dona excessiva importància, en el sentit d'arribar fins a cohibir moltes vegades la volada de la seva fantasia.
El 1912 aconseguí el premi Europa de composició, i el municipi de Buenos Aires la premiat diverses vegades (1918, 1921 i 1923). Va estrenar en el Teatro Colón de la seva ciutat nadiua les òperes:
- Tucumán (1918);
- Ariadna i Dionisios (1920);
- Raquela que assolí un bon èxit (1923);
- El maestro obra de gran colorit i en la que l'autor presumeix dels seus gras coneixements folklòrics.

Se li deuen a més, els poemes simfònics;
- El Lacar i Madrugada en la pampa;
- Los bacantes, escenes de la tragèdia grega;
- Impresiones, Evocaciones, Paisajes, danses i cançons argentines per a piano; melodies vocals, algunes amb text de Leopoldo Díaz, etc.